# Biała Wielka
Biała Wielka (prononciation : [ˈbjawa ˈvjɛlka]) est une localité polonaise de la gmina de Lelów, située dans le powiat de Częstochowa en voïvodie de Silésie.